# 生鮮食品
生鮮食品（せいせんしょくひん）とは、生鮮（新鮮）であることが求められる食品のことである。
具体的には青果（野菜・果物）、鮮魚、精肉などの食材を指し、一般的に加工食品は含まれない。特に青果・鮮魚・精肉のことを総称して生鮮三品とも呼ぶ。

## 概要
日本の流通業界などにおいては、主に卸売市場にて取引される品目を指すことが多く、食品ではない花卉なども生鮮食品として扱われる。
逆に、卸売市場を介さずに流通することの多いモヤシ、卵などの品目は、生鮮食品ではなく日配食品として扱われる場合もある。
また、業者によってはハム、ソーセージなど、一部の加工食品も生鮮食品としている。

## 問題点
一般に、生鮮食品は品質の劣化が早く、貯蔵が難しい。
一箇所の設備で一定の品質のものを大量生産することは不可能であり、産地は全国、あるいは世界中に分散している。
生産量や品質は気候、天候に左右され、需要の変化に応じて短期間で増産、減産することは困難である。
流通の際には厳格な温度管理や迅速さが求められ、生産や仕入れには技量と熟練が必要とされる。近年、クール宅急便(ヤマト運輸)などの保冷輸送が確立されてくると、食中毒などの食品劣化が起きにくくなり、遠く離れた産地から新鮮なまま届ける流通経路の確保・拡大が可能となった。